# Gösta Hallberg
För andra betydelser, se Gösta Hallberg (olika betydelser).
Gösta Carl Hallberg, född den 4 augusti 1891 i Göteborg, död där den 16 november 1978, var en svensk friidrottare (höjdhopp). Han tävlade för klubben Örgryte IS. 
Hallberg deltog i höjdhopp vid Olympiska sommarspelen 1912 men blev utslagen i kvalet. Han är begravd på Östra kyrkogården i Göteborg.